# Ewald Heerde
Ewald Reinhold Heerde (ur. 1889, zm. ?) – zbrodniarz nazistowski, członek załogi niemieckiego obozu koncentracyjnego Flossenbürg i SS-Rottenführer.
Członek NSDAP (od 1 września 1940) i Waffen-SS. Pełnił służbę w obozie Flossenbürg od 15 grudnia 1941 do 16 kwietnia 1945 jako wartownik, Blockführer, członek sztabu komendantury i, od stycznia do kwietnia 1945, kierownik komanda więźniarskiego w podobozie Altenhammer (odpowiadał tu również za apele więźniów).
Zasiadł na ławie oskarżonych w procesie US vs. Ewald Heerde i inni przed amerykańskim Trybunałem Wojskowym w Dachau i skazany został za znęcanie się nad więźniami na 3 lata pozbawienia wolności.